# Hermann Brandt (Siedler)
Hermann Brandt (* 5. Oktober 1856 in Porta Westfalica, oft falsch mit 1858 angegeben,; † 30. Januar 1925 in Lüderitz, zuweilen falsch mit 13. Januar angegeben) war ein deutscher Siedler, auf den die Entstehung der Stadt Mariental in Deutsch-Südwestafrika, dem heutigen Namibia zurückgeht. Dabei entwickelte sich Mariental aus der Farm von Hermann Brandt, welche dieser nach seiner Ehefrau Anna Maria Brandt geb. Mähler benannt hatte.
Brandt war Landwirt und kam als erster deutscher Siedler in die Region des heutigen Mariental.
1894 heiratete Hermann Brandt Anna Maria Mähler. Im gleichen Jahr wanderte das Ehepaar nach Afrika aus und kam an Heiligabend zunächst im südafrikanischen Taung an. Von dort zogen sie dann weiter ins südliche Deutsch-Südwestafrika, wo Hermann Brandt vom Kaptein der Orlam, Hendrik Witbooi, die Farm Gui-|ganabis erwarb. Gui-|ganabis wurde von Hermann Brandt nach dem Rufnamen seiner Frau in „Mariental“ umbenannt. In der Umgebung dieser Farm entstand dann allmählich die Stadt Mariental.
Ende der 1890er Jahre wurden 15 deutsche Soldaten auf der Farm Mariental stationiert und bereits kurz darauf wurde eine Polizeistation eingerichtet. Kurz nach der Grundsteinlegung für eine Kirche im Jahr 1920 wurde die Ansiedlung offiziell zum Dorf Mariental erhoben. 1946 erfolgte dann die Erhebung zur Stadt. Heute ist die Stadt Verwaltungszentrum, Landwirtschafts- und Handelszentrum des mittleren Südens von Namibia.
Das Ehepaar Brandt hatte einen gemeinsamen Sohn, Percy Brandt (1898–1986).